# Giro della Provincia di Reggio Calabria 1998
Il Giro della Provincia di Reggio Calabria 1998, cinquantasettesima edizione della corsa, si svolse il 22 febbraio 1998 su un percorso di 194,2 km, con partenza da Melito di Porto Salvo e arrivo a Reggio Calabria. La vittoria fu appannaggio dell'italiano Michele Bartoli, che completò il percorso in 5h22'43", alla media di 36,106 km/h, precedendo i connazionali Mirko Celestino ed Eddy Mazzoleni.
La corsa tornò a disputarsi dopo un anno d'assenza.

## Ordine d'arrivo (Top 10)
| Pos. | Corridore           | Squadra                            | Tempo    |
| ---- | ------------------- | ---------------------------------- | -------- |
| 1    | Michele Bartoli     | Asics-CGA                          | 5h22'43" |
| 2    | Mirko Celestino     | Polti                              | s.t.     |
| 3    | Eddy Mazzoleni      | Saeco Macchine da Caffè-Cannondale | s.t.     |
| 4    | Gabriele Balducci   | Scrigno-Gaerne                     | a 0'17"  |
| 5    | Oleksandr Hončenkov | Ballan                             | s.t.     |
| 6    | Alberto Elli        | Casino-AG2R                        | s.t.     |
| 7    | Paolo Bettini       | Asics-CGA                          | s.t.     |
| 8    | Marco Saligari      | Casino-AG2R                        | s.t.     |
| 9    | Stefano Colagè      | Cantina Tollo-Alexia Alluminio     | s.t.     |
| 10   | Axel Merckx         | Polti                              | s.t.     |